# Haliyal, Afzalpur
Haliyal là một làng thuộc tehsil Afzalpur, huyện Gulbarga, bang Karnataka, Ấn Độ.